# Open Build Service
Open Build Service （开放构建服务，以前称为openSUSE Build Service ） 是一个开放且完整的发行版开发平台，旨在鼓励开发人员为多个Linux 发行版编译软件包，包括SUSE Linux Enterprise Server 、openSUSE、Red Hat Enterprise Linux、Mandriva、Ubuntu、Fedora、Debian和Arch Linux。它通常会简化打包流程，因此开发人员可以更轻松地为多个发行版和许多 openSUSE 版本打包程序，从而为用户提供支持更多不同发行版的包。此外，OBS也能构建特定产品与应用程序。
Open Build Service 软件本身在GPL协议下发布。 Linux 基金会已经把该项目添加到 Linux 开发者网络 (LDN)，认可了OBS对更广泛的Linux社区的作用。 此外，各种公司以及 MeeGo项目、Tizen和EulerOS正在使用OBS来开发他们的发行版。
OBS还提供了一个协作平台，允许开发人员构建并提交对其他项目的改进与更新。

## 工作流程和使用方式
可以将 Open Build Service 安装并运行在私有平台与服务器上，也可以使用公开的公益性实例，例如位于 build.opensuse.org 的 openSUSE Build Service。该服务由SUSE托管，提供多达 400 个构建槽。但外部服务可能会对允许托管的软件包范围施加限制，因此当要托管专有或法律上有问题的软件时，通常会选择在私有服务器上安装。
默认情况下，每个打包者都有一个“home”项目，他们可以在其中上传构建RPM或DEB软件包的源代码和定义。如果已向“home”项目外部的开发人员授予权限，则外部开放人员可向“home”项目进行提交。每次上传后，构建服务都会安排重新构建那些被更改的软件包包。完成后，生成的二进制包会立即发布到下载服务器，以便公众下载。
由SUSE托管的OBS提供了公共API  ，其有两个不同的用户界面：
- 网页，在 build.opensuse.org （页面存档备份，存于） 上
- 命令行界面，名为osc[8]

此外，还有一个谷歌代码之夏项目，开发集成OBS到Eclipse 与QT Creator的插件。
实例之间可以被链接，这样来自远程主机的源代码和软件包可以被重用，从而消除手动引导/导入依赖项的需要。

## 参阅
- openSUSE
- Mer